# Uppsala-Näs distrikt
Uppsala-Näs distrikt är ett distrikt i Uppsala kommun och Uppsala län. 
Distriktet ligger sydväst om Uppsala. 

## Tidigare administrativ tillhörighet
Distriktet inrättades 2016 och utgörs av en del av det området som Uppsala stad omfattade före 1971, delen som före 1967 utgjorde Uppsala-Näs socken.
Området motsvarar den omfattning Uppsala-Näs församling hade vid årsskiftet 1999/2000.